# 장성 김인후 난산비
장성 김인후 난산비(長城 金麟厚 卵山碑)는 전라남도 장성군 황룡면 맥호리에 있는 비석이다. 2003년 10월 4일 전라남도의 문화재자료 제241호로 지정되었다.

## 개요
장성 김인후 난산비는 조선 중기의 문신이자 성리학자인 하서 김인후(1510∼1560)가 인종이 승하한 후 매년 기일(忌日)인 음력 7월 1일 현 전라남도 장성군 황룡면 맥호리 맥동마을 난산(卵山)에 올라 북망통곡(北望慟哭)한 것을 기리기 위하여 세운 비이다.
호패형의 일반형 돌비석으로 전면 상단에 전서로 ‘난산지비(卵山之碑)’라는 글씨가 가로로 세겨져 있으며, 첫줄에 세로로 ‘난산비(卵山碑)’라 고 되어 있다. 이어 찬자 윤행임(尹行恁)과 서자 이익회(李翊會)를 쓰고 비문을 적고 있다. 비문은 비의 제목을 포함하여 모두 31행(전 10행, 좌 5행, 후 10행, 우 6행, 1행 26자)이다. 비문은 석재 윤행임(1762∼1801)이 짓고, 이익회(1767∼1843)가 글씨를 썼다.
끝 부분에 추기가 있는데 ‘영력 사계묘 윤정현 근지(永曆 四癸卯 尹定鉉 謹識)’라는 기록이 있어 1843년(헌종 9)에 윤정현(1793∼1874)이 추기하고 세웠음을 알 수 있다. 윤정현은 난산비의 비문을 지은 윤행임의 아들이다.
장성 김인후 난산비는 김인후가 인종의 승하 이후 매년 음력 7월 1일 망곡한 것[통곡단(痛哭壇)]을 추모하기 위하여 세운 비로 김인후의 행적과 정신을 알 수 있으며 국상(國喪)에 따른 당시 제도사를 알 수 있는 등 역사적·학술적 가치가 있다.

## 참고 문헌
- 장성김인후난산비 - 국가유산청 국가유산포털